# 969 هـ
969 هـ هي سنة في التقويم الهجري امتدت مقابلةً في التقويم الميلادي بين سنتي 1561 و1562.

## وفيات
- محمد عرب زاده
- ابن نجيم
- محمد بن عبد الرحمن العلقمي، فقيه ومفسر ومحدث مدرس مصري.
- مصلح الدين السروري